# Der VIP-Bus – Promis auf Pauschalreise
Der VIP-Bus – Promis auf Pauschalreise war eine wöchentlich auf RTL ausgestrahlte Reality-Show. Erstausstrahlung war am 1. Dezember 2013. Moderiert wurde die Show von Olivia Jones. Die Sendung begleitete zehn B-Promis auf einer Busreise quer durch Italien.

## Regeln und Nominierung
In jeder Sendung wird zweimal nominiert. Für jede Nominierung gibt es eine gelbe Karte. Wer zwei gelbe Karten hat, bekommt eine rote Karte und muss die Sendung verlassen. Für jedes Promi-Paar, welches die Pauschalreise durch Italien verlassen muss, kommt ein neues Promi-Paar in den V.I.P.-Bus.

## Teilnehmer
- Ralf Richter und Claude-Oliver Rudolph (ausgeschieden)
- Sarah Engels und Pietro Lombardi (ausgeschieden)
- Roberto Blanco und Luzandra Strassburg (ausgeschieden)
- Giulia Siegel und Verena Kerth (ausgeschieden)
- Patrick Nuo und Dirk Moritz („Pauschal-Promis 2013“)
- Sarah Gehring und Mona Stöckli von der Sendung Der Bachelor (dritte Staffel) (ausgeschieden)
- Gisela und Hans-Georg Muth (ausgeschieden)
- Rolf Scheider und Eva Jacob (ausgeschieden)